# 駱先覺
骆先觉（1581年—1634年），字莘夫，號迟春，浙江绍兴府诸暨县民籍。明朝政治人物。

## 生平
萬曆四十三年（1615年）乙卯科浙江鄉試舉人，天啓二年（1622年）壬戌科進士。都察院观政，三年授南直宁国知县。四年丁忧，六年补任曲周知县，秉性慈柔，降调而去，民颇惜之。崇祯二年丁忧，七年甲戌卒。

## 家族
侄骆方玺，同榜進士。